# 飛鳥文化
飛鳥文化是指從六世紀後半開始到第七世紀中期，以當時的政治中心飛鳥所發展出來的文化。飛鳥文化主要受到百濟、高句麗和中國南北朝及隋朝文化的影響，而在藝術風格及雕刻上，多少也受到了西亞、印度及希臘化文化的影響。
飛鳥文化是日本最早的佛教文化，屬大乘佛教，在推古天皇與其攝政聖德太子之世時，發展得最為蓬勃、興盛。

## 佛教文化

### 佛教建築

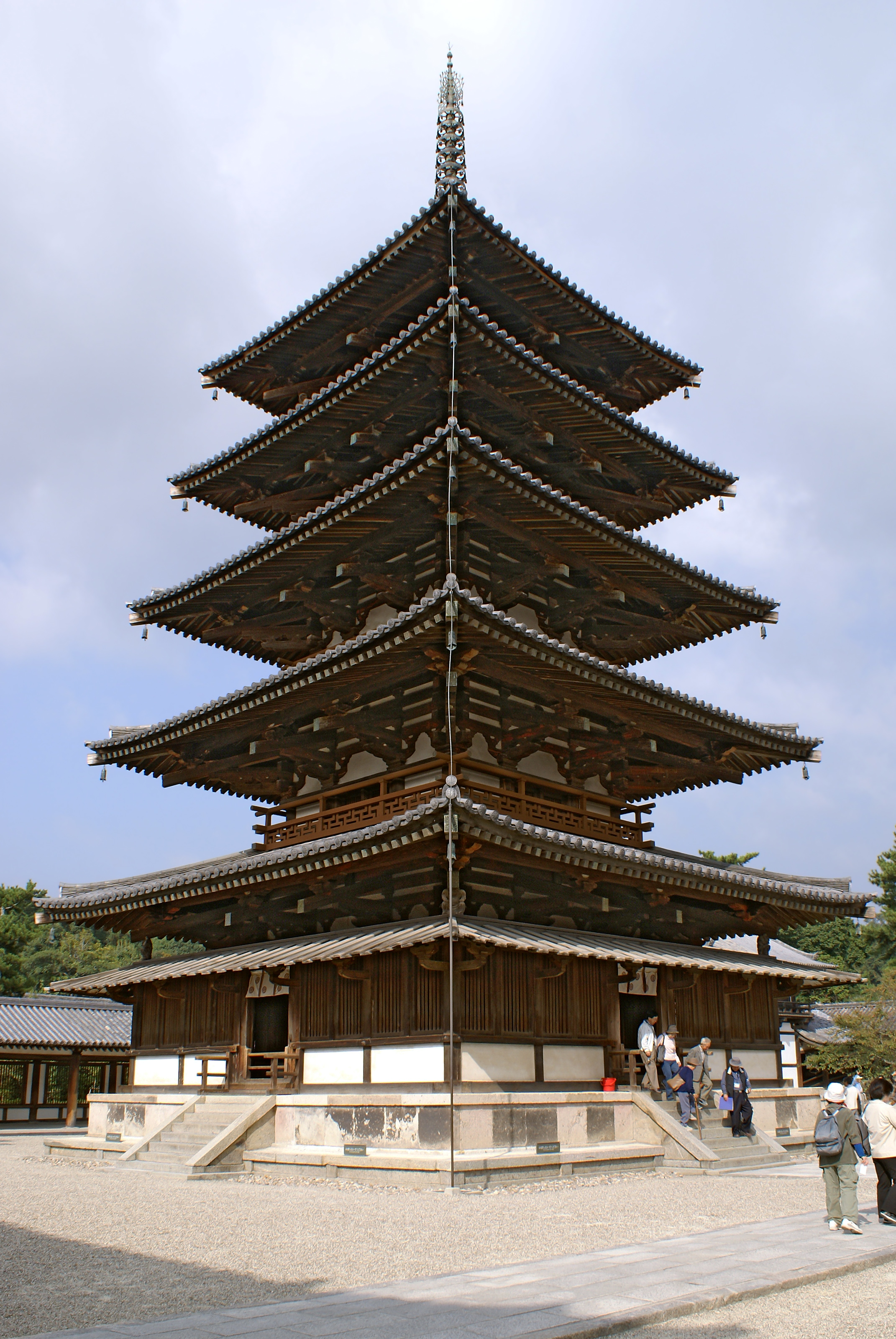
法隆寺,五重塔

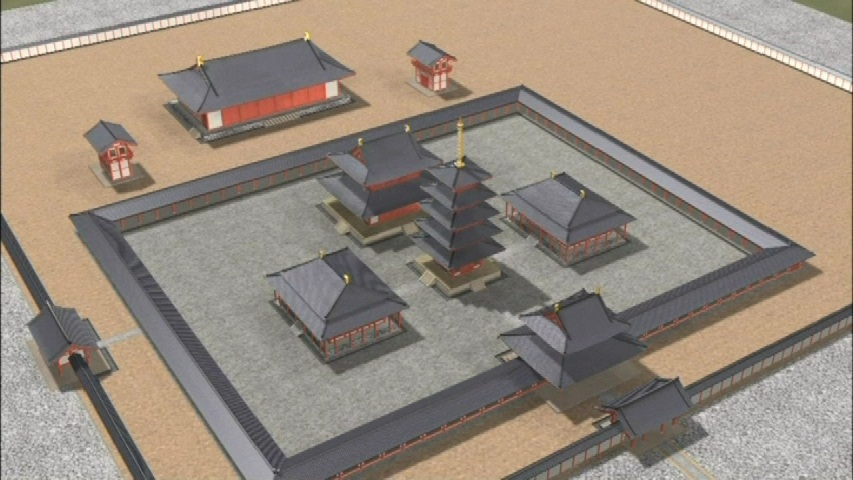
飛鳥寺復元圖

飛鳥時期由國家下令建立了多座官寺，這些寺廟的建築者多是當年百濟派送的佛教使者的後代。594年（推古2年）開始，為了興隆佛教，天皇下詔，皇室和諸臣都開始大量建造私寺或氏寺（氏族寺廟）。
- 四天王寺
- 飛鳥寺（飛鳥的法興寺）

蘇我氏的氏寺，也是日本最古老的本格寺院法興寺的後身，天皇遷都平城京後也稱為元興寺。位於現在的奈良縣高市郡明日香村，現今殘留的金堂遺跡小寺院稱為「安居院」。
- 大安寺
- 斑鳩寺（法隆寺）

聖德太子下令建造的木結構寺院，也是日本最古老的木造建築，位於現在的奈良縣生驹郡斑鸠町。法隆寺作為飛鳥文化的建築、雕刻、工藝等藝術的代表，隨處均可見融合西方文化藝術的特徵，如其中門之柱有收分曲線的設計，遠看柔和而穩固、近看高聳，即是受希臘文化影響的證據之一。

### 雕刻
飛鳥時代的雕刻，受到當時中國深遠的影響，但亦有西方文化的影子，隨著遣北魏使、遣宋（南朝）使及與朝鮮半島的交戰而傳入日本，而雕刻風格也因地域有所不同，一般可分成北魏樣式（鞍作止利派）及百濟/中國南朝樣式（非止利派）兩種，此兩種樣式的雕塑主要是在描述飛鳥時代的佛像雕刻藝術。
北魏樣式（止利派）的佛像，具有杏仁形的眼睛、仰月形的嘴唇，衣紋左右對稱，端正而僵硬的站姿或坐姿，給人莊嚴肅穆的感覺，代表如飛鳥寺的釋迦如來像、法隆寺金堂釋迦三尊像及法隆寺夢殿救世觀音像。
而百濟/中國南朝樣式（非止利派）的佛像，有柔和的表情、衣紋自然垂掛，坐姿可見一腳盤於另一腳的「二郎腿」坐姿、站姿也有些微駝背，整體來說自然而寫實，可親可仰，代表如法隆寺百濟觀音像、廣隆寺半跏思惟像（彌勒菩薩像）及中宮寺半跏思惟像（彌勒菩薩像）。

## 其他
此時的日本也出現了所謂「忍冬唐草紋」的裝飾圖樣，亦是受西方文化影響的證據之一，可。這種圖樣最早可追溯到埃及，並且隨著希臘、羅馬及波斯帝國的擴張而經西域傳入當時的隋、唐帝國，進而影響到鄰近的朝鮮半島及日本，成為日本的佛教裝飾圖樣。